# サヨナラを言わせないで
サヨナラを言わせないで（-い-）は、立花理佐の4作目のシングルである。1987年12月4日発売。東宝東和映画『ドン松五郎の大冒険』主題歌。

## 解説
- 本人初主演映画作品、東宝東和『ドン松五郎の大冒険』主題歌で、作曲・編曲は、同映画音楽担当の久石譲によるものである。
- 立花曰く、「サビ部分の音程をとるのが難しい曲だった」という。
- TBSテレビ「ザ・ベストテン」へは、「疑問」「大人はわかってくれない」「キミはどんとくらい」に続き、1987年12月24日に第9位で1週間のみランクイン。但し、立花の「ザ・ベストテン」への出演は当曲が最後となった。

## 収録曲
1. サヨナラを言わせないで
作詞：真名杏樹 作曲・編曲：久石譲
東宝東和映画『ドン松五郎の大冒険』主題歌
2. クレヨン'S HILLへつれてって
作詞：真名杏樹 作曲・編曲：久石譲

## 収録作品
オリジナルアルバム
- 初恋神話（2ndアルバム）

サヨナラを言わせないで
ベストアルバム
- 理佐発見 ～RISA COLLECTION～

サヨナラを言わせないで
- GOLDEN☆BEST 立花理佐

サヨナラを言わせないで
クレヨン'S HILLへつれてって
- NEW BEST 1500 立花理佐

サヨナラを言わせないで